# Boris Łaskin
Boris Sawieljewicz Łaskin (ros. Борис Савельевич Ласкин; ur. 22 lipca 1914, zm. 22 sierpnia 1983 w Moskwie) – radziecki scenarzysta, poeta oraz dramaturg. Absolwent WGIK.
Pochowany na Cmentarzu Dońskim w Moskwie.

## Wybrane scenariusze filmowe
- 1941: Wojenny almanach filmowy nr 1
- 1946: Goal[2]
- 1950: Niedźwiedź Dreptak i jego wnuczek
- 1956: Noc sylwestrowa[3]
- 1958: Dziewczyna z gitarą[4]
- 1965: Proszę o książkę zażaleń[5]